# Friedrich Meier (Politiker)
Friedrich Meier (* 4. Oktober 1924 in Lauenhagen; † 7. November 1975 in Bremen) war ein deutscher Gewerkschafter und Politiker (SPD) aus Bremen. Er war Mitglied der Bremischen Bürgerschaft.

## Biografie

### Ausbildung und Beruf
Meier trat 1939 in den Postdienst ein. Er diente von 1942 bis 1945 als Soldat im Zweiten Weltkrieg, zuletzt ab 1944 als Leutnant. Nach dem Krieg war er wieder im Postdienst tätig, seit 1955 als Postinspektor und zuletzt als Postoberamtsrat. Von 1953 bis 1971 war er Bezirksvorsitzender und Mitglied des Hauptvorstandes der Deutschen Postgewerkschaft. Er war zudem als Gewerkschaftssekretär in Bremen tätig.

### Politik
Meier war von 1935 bis 1942 Mitglied der Hitlerjugend (HJ), zuletzt Fähnleinführer. Am 24. April 1942 beantragte er die Aufnahme in die NSDAP und wurde zum 1. September desselben Jahres aufgenommen (Mitgliedsnummer 9.130.043). Im April 1948 wurde er aufgrund der Jugendamnestie als „nicht betroffen“ entnazifiziert.
Nach dem Krieg wurde er Mitglied der SPD in Bremen und war von 1963 bis zu seinem Tod für die SPD 12 Jahre lang Mitglied der Bremischen Bürgerschaft und dort in verschiedenen Deputationen und Ausschüssen tätig.